# Filtro Hash
Um filtro hash ou filtro de escrutínio, cria uma soma hash a partir de dados , normalmente e-mail, e compara a soma com outras quantias definidas anteriormente. Dependendo da finalidade do filtro, os dados podem ser incluídos ou excluídos em uma função com base no facto de corresponderem a uma soma existente .
Por exemplo, quando uma mensagem é recebida por um servidor de e-mail com um filtro hash, o conteúdo do e-mail é convertido em uma soma hash . Se essa soma corresponder à soma hash de outro e-mail categorizado como spam, o e-mail recebido não poderá ser entregue. Os spammers tentam evitar isso adicionando strings aleatórias ao conteúdo do texto e mudanças aleatórias de pixels ("confetes") ao conteúdo da imagem (consulte spam de imagem ).